# Puschendorf
Puschendorf er en kommune i Landkreis Fürth i Regierungsbezirk Mittelfranken i den tyske delstat Bayern.

## Geografi
Kommunen ligger i den østlige del af landskabet Rangau, ved jernbanelinjen Nürnberg-Fürth-Würzburg.
Nabokommuner er (med uret fra nord): Emskirchen (Landkreis Neustadt a.d.Aisch-Bad Windsheim), Herzogenaurach, Tuchenbach, Veitsbronn, Langenzenn.